# Zwei Bayern in St. Pauli
Zwei Bayern in St. Pauli ist ein deutsches Filmlustspiel aus dem Jahre 1956 von Hermann Kugelstadt mit Joe Stöckel und Beppo Brem in den Titelrollen.

## Handlung
Bürgermeister Ferdinand Lechner und sein Freund Karl Köpfle sitzen im Ortsbeirat von Mooskirchen, einem kleinen verschlafenen Nest im tiefsten Bayern. Um aus ihrer finanziellen Misere herauszukommen, planen die Mooskirchener, ihr Dorf zu einem touristischen Hotspot zu machen. Nur wie soll man das erreichen, wenn man kein Geld für die entsprechende touristische Werbung besitzt und fernab von allem liegt, ja sogar nicht einmal eine Zufahrtstraße zum nächsten Autobahnanschluss besitzt? Auch an touristischen Höhepunkten mangelt es allerorten, und selbst grundlegende Einrichtungen wie eine Kurhalle oder ein Schwimmbad sind nicht vorhanden. Da erscheint es fast wie ein Wunder, als im Rathaus von Mooskirchen die Nachricht eintrifft, dass der Ort in den Genuss einer Erbschaft kommen soll. 
Die Sache hat nur einen Haken: Es handelt sich dabei um ein Besitztum im fernen Afrika. Die entsprechende Plantage ist zwar außerordentlich groß und scheint auch ziemlich profitabel, doch gesehen hat sie bislang noch kein Mooskirchener. Und so machen sie die beiden beauftragten Dorfemissäre Lechner und Köpfle erst einmal nach Hamburg auf, um von dort mit dem Schiff in See zu stechen. Doch ihre Pläne werden bereits an der Waterkant zur Makulatur. Während sich die beiden Strohwitwer im „sündigen“ Rotlichtbezirk St. Pauli erst einmal so richtig vergnügen wollen, ehe sie im afrikanischen Busch ankommen, fallen die beiden tumben bajuwarischen Einfaltspinsel aus der Provinz prompt unter die Räuber. Ihre Irrfahrt in der Hansestadt führt sie bis in den Tierpark Hagenbeck und einer finsteren Spelunke namens „Grüner Hai“. 

## Produktionsnotizen
Zwei Bayern in St. Pauli entstand zwischen Juli und Oktober 1956 in Bad Tölz (Bayern) und Hamburg und wurde am 27. November 1956 im Münchner Theater am Karlstor uraufgeführt.
Edgar Roell übernahm die Produktionsleitung. Hans Sohnle entwarf die Filmbauten.

## Wissenswertes
Zwei Bayern in St. Pauli war die erste Produktion der kurzlebigen Zwei Bayern ...-Filmreihe, die Stöckel 1956 und 1957 drehten. Weitere Lustspiele dieser kurzlebigen Reihe waren Zwei Bayern im Harem, Die fidelen Detektive und Zwei Bayern im Urwald, wobei der letztgenannte Film Kritik wegen (nach heutigem Maßstab) rassistischer Sequenzen nach sich zog. Ein Nachzügler-Film, Zwei Bayern in Bonn, entstand 1962. Da zu diesem Zeitpunkt Joe Stöckel bereits verstorben war, übernahm dessen Part der Kollege Hans Fitz.

## Kritik
Im Lexikon des Internationalen Films heißt es: „Oberbayerischer Bauernschwank, der seinen anspruchslosen Klamauk teilweise in den Hamburger Tierpark verlegt.“